# Kulusuk flygplats
Kulusuk flygplats (grönländska: Mittarfik Kulusuk) (IATA: KUS, ICAO: BGKK), är en flygplats belägen vid orten Kulusuk på Grönland. Flygplatsen ligger på ön Kulusuk 34 meter över havet; den har en gruslandningsbana som är 1 199 meter lång och 30 meter bred. Flygplatsen betjänar också den betydligt större orten Tasiilaq, dit man dock behöver en transfer med helikopter. Flygplatsen byggdes 1956 av USA:s försvar.

## Flygbolag och destinationer
| Flygbolag                      | Destinationer             |
| ------------------------------ | ------------------------- |
| Air Greenland                  | Nuuk                      |
| Air Greenland (med helikopter) | Tasiilaq                  |
| Air Iceland                    | Konstabel Pynt, Reykjavik |

## Olyckor och incidenter
Den 2 juli 1972 havererade en Douglas C-47 från Rousseau Aviation vid flygplatsen.